# Gmeinder D 180 BB
Die D 180 BB ist eine dieselhydraulische Lokomotive der Gmeinder Lokomotivenfabrik GmbH. Sie ist die leistungsfähigste von der Gmeinder Lokomotivenfabrik GmbH gebaute Lokomotive, sie war für den schweren Rangier- und leichten Streckendienst konzipiert. Nach Fertigstellung der ersten und einzigen Lokomotive der Baureihe im April 2011 begann das Zulassungsverfahren. Wegen der Insolvenz des Herstellers kam es nicht mehr zur Zulassung und Auslieferung an den Besteller. Die zugewiesene Baureihe im deutschen Fahrzeugeinstellungsregister ist 92 80 0588, bei Firma C. Vanoli AG erhielt sie die UIC-Nr. CVI – 92 85 8 847 909-9.

## Geschichte
Ende Oktober 2009 bestellten die Städtischen Häfen Hannover eine vierachsige dieselhydraulische Lokomotive mit einer Leistung von 1.800 kW, ausgestattet mit einem Abgaspartikelfilter und einer TEIV-Zulassung bei Gmeinder.
Am 25. März 2011 erfolgte die Werksprobefahrt der Lokomotive auf der SWEG-Strecke Neckarbischofsheim-Nord – Hüffenhardt.
Am 1. und 3. April 2011 erfolgte die Überführung der Lokomotive nach Österreich, wo bis Anfang Juni lauf- und bremstechnische Messfahrten und Schallmessungen entsprechend TSI-Noise als Teil des Zulassungsverfahrens durchgeführt wurden. Weitere Messfahrten erfolgten im September 2011 auf Strecken der Prignitzer Eisenbahn sowie zwischen November 2011 und Januar 2012 auf den Gleisen der Deutschen Bahn um Mosbach.
Nach der Insolvenz der Gmeinder Lokomotivenfabrik GmbH traten die Städtischen Häfen Hannover vom Kaufvertrag zurück und das Zulassungsverfahren konnte nicht beendet werden.
Ende 2013 wurde die Lokomotive von der Gmeinder Lokomotiven GmbH aus der Insolvenzmasse übernommen.
2014 wurde die Lok an die Schweizer Baufirma C. Vanoli AG verkauft. Dafür erhielt sie einen gelben Anstrich.

## Technik
Bei der D 180 BB handelt es sich um eine Diesellokomotive mit hydraulischer Kraftübertragung. Ihre Achsfolge ist B’B’. Sie hat eine Leistung von 1.800 kW und ist für eine maximale Geschwindigkeit von 120 km/h konzipiert. Abweichend davon hat die für Hannover gefertigte Lok eine Höchstgeschwindigkeit von nur 100 km/h. Sie hat eine Dienstmasse von 84 t, das mit Ballastgewichten auf 90 t erhöht werden kann. Ihr Tankinhalt beträgt 4.000 l. Diese Lokomotive ist mit einem Abgaspartikelfilter ausgestattet. Zusätzlich sollte sie eine TEIV-Zulassung (Transeuropäische-Eisenbahn-Interoperabilitäts-Verordnung) erhalten, die bisher aber noch aussteht.